# Le Rhône aval
Le Rhône aval este o arie protejată (sit de importanță comunitară — SCI) din Franța întinsă pe o suprafață de 12.579 ha, din care 2 % marine.

## Localizare
Centrul sitului Le Rhône aval este situat la coordonatele 43°58′56″N 4°49′59″E / 43.98222°N 4.83306°E.

## Înființare
Situl Le Rhône aval a fost declarat arie specială de conservare în baza directivei 92/43 din 1992 referitoare la conservarea habitatelor naturale și a faunei și florei sălbatice pentru a proteja 23 de specii de animale.

## Biodiversitate
Situată în ecoregiunea mediteraneană, aria protejată conține 24 de habitate naturale: Lacuri eutrofice naturale cu vegetație de tip Magnopotamion sau Hydrocharition, Liziere de ierburi înalte hidrofile de câmpie și de nivel montan până la alpin, Vegetație anuală la limita mareei, Râuri cu maluri nămoloase cu vegetație de Chenopodion rubri p.p. și Bidention p.p., Păduri mixte riverane de Quercus robur, Ulmus laevis și Ulmus minor, Fraxinus excelsior sau Fraxinus angustifolia, de-a lungul marilor râuri (Ulmenion minoris), Galerii de Salix alba și de Populus alba, Bancuri de nisip acoperite în permanență slab de apă marină, Ape puternic oligomezotrofe cu vegetație bentonică cu Chara spp., Estuare, Terase mlăștinoase și terase nisipoase neacoperite de apă la reflux, Dune mobile cu vegetație embrionară, Dune mobile de-a lungul țărmului cu Ammophila arenaria („dune albe”), Dune de pe litoral fixate cu Crucianellion maritimae, Galerii și tufărișuri riverane sudice (Nerio-Tamaricetea și Securinegion tinctoriae), Râuri mediteraneene cu debit permanent cu specii de Paspalo-Agrostidion și galerii riverane de Salix și de Populus alba, Lagune de coastă, Golfuri mici largi și golfuri puțin adânci, Salicornia și alte specii anuale care populează regiunile mlăștinoase și nisipoase, Pășuni mediteraneene udate de apa mării (Juncetalia maritimi), Tufărișuri halofile mediteraneene și termo-atlantice (Sarcocornetea fruticosi), Stepe sărăturate mediteraneene (Limonietalia), Râuri mediteraneene cu debit permanent și vegetație de Glaucium flavum, Cursuri de apă de la nivel de câmpie la nivel montan, cu vegetație Ranunculion fluitantis și Callitricho-Batrachion, Iazuri temporare mediteraneene.
La baza desemnării sitului se află mai multe specii protejate:
- amfibieni (1): triton cu creastă (Triturus cristatus)
- mamifere (9): castor (Castor fiber), vidră de râu (Lutra lutra), liliac cu aripi lungi (Miniopterus schreibersii), liliac cu urechi de șoarece (Myotis blythii), liliac cu picioare lungi (Myotis capaccinii), liliac cărămiziu (Myotis emarginatus), liliac comun (Myotis myotis), liliacul mediteranean cu potcoavă (Rhinolophus euryale), liliacul mare cu potcoavă (Rhinolophus ferrumequinum)
- nevertebrate (6): croitorul mare al stejarului (Cerambyx cerdo), Coenagrion mercuriale, Euplagia quadripunctaria, Gomphus graslinii, rădașcă (Lucanus cervus), Oxygastra curtisii
- pești (6): Alosa fallax, zglăvoacă (Cottus gobio), Parachondrostoma toxostoma, Petromyzon marinus, boarță (Rhodeus amarus), clean dungat (Telestes souffia)
- reptile (1): țestoasa de baltă (Emys orbicularis)

Pe lângă speciile protejate, pe teritoriul sitului au mai fost identificate 1 specie de plante, 1 specie de păsări, 1 specie de pești.